# ساموئل تلنسکی
 ساموئل تلنسکی (انگلیسی: Samuel Tolansky؛ زاده ۱۷ نوامبر ۱۹۰۷ درگذشته ۴ مارس ۱۹۷۳) یک دانشمند اهل بریتانیا بود. 